# Maria Glocker
Maria Glocker, Pseudonym Ernst Stirner (* 23. Mai 1845 als Maria Frösner in Cannstatt bei Stuttgart; † unbekannt), war eine österreichische Schriftstellerin und Frauenrechtsaktivistin.

## Leben
Maria Glocker war bereits mit knapp zwanzig Jahren Mutter von zwei Kindern und Witwe des württembergischen Oberlieutenants Sailer. In zweiter Ehe heiratete sie den Architekten und Professor Emil Glocker, mit dem sie in Italien, in München, Berlin, Wien, Eger und Pilsen lebte.

## Wirken
Glocker war ständige Mitarbeiterin der Neuen Fliegenden und schrieb Humoristisches, Dorfgeschichten, Kulturhistorisches und Hauswirtschaftliches, ehe sie sich der Zeitströmung entsprechend der Frauenfrage, wie die Emanzipation damals genannt wurde, widmete und für das Schweizer Familien-Wochenblatt in Zürich und die Deutschen Frauenzeitung in Berlin schrieb.
Als Mitbegründerin der I. Dienstmädchenschule in Wien lag Glockers journalistischer Schwerpunkt vor allem auf den Interessen der Frauen.

## Veröffentlichungen
- Ernst Stirner: Das Museum in Eger. Maasch, Pilsen 1892.
- Ernst Stirner: Humoresken. Der grüne Leutnant. Gift. Eine Wunderkur. Götz, Eger i. B., o. J.
- Maria Glocker: Die Gleichwertigkeit der Frau mit dem Manne. In: Frauen-Werke, 2. Jg., Nr. 3, 1895.
- Maria Glocker: Die Gleichwertigkeit der Frau mit dem Manne. (Fortsetzung).  In: Frauen-Werke 2. Jg., Nr. 4, 1895.
- Weitere Werke:
  - Alle für Einen
  - Hunderte Ducaten
  - Diplomat zum Hausgebrauch
  - Der geprellte Antiquitätenhändler
  - Der Sonntagsjäger
  - Per Schub und Zum eigenen Verderben